# Johannes Nelles (Chemiker)
Johannes Nelles (* 25. November 1910 in Frankfurt am Main; † 7. Mai 1968 in Halle) war ein deutscher Chemiker und Direktor der Buna-Werke in Schkopau.

## Leben
Nelles studierte von 1929 bis 1933 Chemie an der Universität Frankfurt am Main. 1933 wurde er mit einer Arbeit zur Synthese von Zimtsäuren und Terphenylderivaten bei Julius von Braun promoviert. Ab 1935 war er Mitarbeiter und später Leiter des Hauptlabors des Werks Leverkusen der I.G. Farben. 1941 wurde er in die Buna-Werke Schkopau versetzt, wo er 1942 die Leitung des wissenschaftlichen Labors übernahm, das auf die Kautschuksynthese spezialisiert war. Nach Ende des Zweiten Weltkriegs wurde er im November 1945 zum Leiter des Buna-Werke ernannt. Diese Funktion hatte er bis 1967. Daneben war er ab 1956 Professor an der Deutschen Akademie der Wissenschaften zu Berlin sowie an der Technischen Hochschule für Chemie Leuna-Merseburg.
1949 und 1951 erhielt er jeweils in einem Kollektiv den Nationalpreis der DDR II. Klasse. Zwischen 1949 und 1950 war er als Einzelpersönlichkeit Mitglied des Volksrates der SBZ und für den Kulturbund Mitglied der Provisorischen Volkskammer. 1954 wurde er mit dem Vaterländischen Verdienstorden in Silber ausgezeichnet und 1960 mit dem Titel Held der Arbeit geehrt. Von 1955 bis 1957 war er Vorsitzender der Chemischen Gesellschaft der DDR.
1953 wurde er zum ordentlichen Mitglied der Deutschen Akademie der Wissenschaften zu Berlin gewählt. 1957 war er Gründungsmitglied und bis 1966 stellvertretender Vorsitzender des Forschungsrates der DDR. Er war Ehrendoktor der Martin-Luther-Universität Halle-Wittenberg.
Nelles war in der DDR Mitglied der LDPD.

## Ehrungen
Seit 1998 wird von der Dow Olefinverbund GmbH jährlich der Prof.-Johannes-Nelles-Preis für innovative Leistungen auf dem Gebiet der Kunststoffchemie vergeben. Seit 2013 ist die Trinseo Deutschland GmbH (ehemals  Styron Deutschland GmbH) an der Auslobung beteiligt.